# Lògica aristotèlica
|  | Per a altres significats, vegeu «lògica tradicional». |

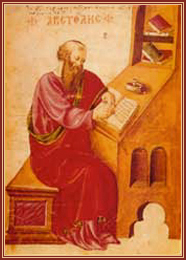
Aristòtil segons un manuscrit de la seva Historia naturalis (1457)

La lògica aristotèlica és un mètode de la lògica basada en els principis del filòsof grec Aristòtil (Estagira, Macedònia, 384 aC - Calcis, Eubea, Grècia, 322 aC), primer pensador a formalitzar el sistema lògic de tan encertada manera que les seves propostes han transcendit fins als nostres dies. Aristòtil va plantejar les seves idees en diverses obres, reunides posteriorment sota el nom d'Organon, per difondre el seu coneixement sobre les lleis del raonament, argumentant que aquestes eren vitals per endinsar-se en el món de la filosofia.
La lògica aristotèlica suposa que la ment reprodueix només la realitat, l'existència de les coses tal com són, per això és una ciència objectiva que es dedica a estudiar conceptes, desglossats en predicables i predicament. La lògica analitza judicis i formes de raonament i la seva manera d'expressar resultats és el sil·logisme o raonament deductiu categòric.
ConcepteAquest representa un objecte en la ment de l'home de manera que no pugui ser afectat pels sentits, la memòria o la ment. Un concepte té comprensió (característiques de l'objecte) i extensió (al·ludeix a la quantitat de subjectes als quals el concepte es pot aplicar). Cullerot (segle iii), en què es classifiquen els conceptes establint entre ells una relació de jerarquia i subordinació, de major a menor extensió.
La que és coneguda com a lògica clàssica (o tradicional) va ser enunciada primerament per Aristòtil, que va elaborar lleis per a un correcte raonament sil·logístic. Un sil·logisme és una proposició feta d'una d'aquestes quatre afirmacions possibles: "Tot A és B" (universal afirmatiu), "Res d'A és B" (universal negatiu), "Una mica de A és B" (particular afirmatiu) o " Una mica de A no és B "(particular negatiu). Les lletres substitueixen paraules comunes com "gos", "animal de quatre potes" o 'cosa vivent', anomenada "termes" del sil·logisme. Un sil·logisme ben formulat consta de dues premisses i una conclusió, havent de tenir cada premissa un terme en comú amb la conclusió i un segon terme relacionat amb l'altra premissa. En lògica clàssica es formulen regles per les quals tots els sil·logismes ben construïts s'identifiquen com a formes vàlides o no vàlides d'argumentació, en poques paraules hi ha veritats universals i particulars, com s'esmenta en la part superior, el "gos" veritat universal, "Animal de quatre potes "veritat particular.

## Tipus de conceptes
La paraula concepte prové del llatí concipio que significa concebre o donar cabuda. Es defineix com la representació mental d'un objecte sense afirmar ni negar res d'aquest objecte. L'operació mental que produeix al concepte o idea s'anomena abstracció o simple aprehensió. La manera d'expressar el concepte o idea és per mitjà del terme o paraula. El concepte es caracteritza per ser una representació mental o intel·lectual, per ser el resultat de l'abstracció, per ser diferent a la imatge (que és captada per mitjà dels sentits), per proporcionar l'essència de l'objecte i per ser una estructura mental (o forma mental) universal, inespacial, intemporal i independent del subjecte.
Exemples de conceptesL'home riu, taula, la cadira de fusta de pi, un mamífer aquàtic, home, etc.
El concepte no és produït només per sensacions, percepcions o imatges que s'acumulen en la nostra ment, sinó que és el resultat o el fruit d'un procés organitzat de totes aquestes representacions sensibles a les quals aquest procés els va a donar forma perquè puguem vincular el nostre món intern (o consciència) amb el món extern. El concepte és el primer pensament que formem en la infància. Els conceptes es subdivideixen en universals, particulars, singulars i col·lectius (d'acord amb la seva extensió). En simples, compostos, complexos, incomplexa, abstractes, concrets, unívocs i anàlegs (d'acord amb la seva comprensió). En clars, exactes o precisos i diferents (d'acord amb el seu perfecció subjectiva).
Judicis: si es relacionen dos (2) conceptes llavors estaríem parlant de formular un judici, si convenen els dos conceptes es parla de judici positiu i si no doncs de judici negatiu. El subjecte de la relació entre 2 conceptes (ens referim a ella d'ara a judici) és el concepte del qual s'afirma o es nega alguna cosa, el predicat és el concepte del que s'afirma o es nega alguna cosa.
És important ressaltar que per Aristòtil els judicis es componen de matèria i forma.
 Matèria:  Conceptes en el judici que es relacionen íntimament
 Forma:  Relació entre ells a través del verb SER.
Per Aristòtil el Subjecte es representa amb la lletra S i el predicat amb la lletra P, d'aquesta manera separa matèria i forma i poder representar tots els judicis com "Hanza és hàbil" o "Alejandra és preciosa" amb la forma "S és P ".

## Classificació de judicis
Els judicis poden ser segons a l'extensió del subjecte: Universals, o particulars. Segons la qualitat de la relació entre conceptes: afirmatius o negatius. Els judicis es poden classificar ordenadament en Universals afirmatius (Es representen amb la lletra A), Universals Negatius (Es representen amb la lletra E), Particulars afirmatius (Es representen amb la lletra I) i finalment Particulars negatius (Amb la lletra O.); Aquestes convencions no van ser inventades per Aristòtil, però provenen de les paraules en llatí "afirma" i "va negar".
Silogismes: És un raonament on es dedueix una conclusió partint de 2 judicis. Aquest està conformat per 3 parts i al seu torn per 3 termes. Les tres parts són: Premissa major (la més universal), Premissa menor (menys universal) i la conclusió. Els tres termes que esmentem són el terme major i el terme menor (subjecte i predicat de la conclusió: S és P), finalment el terme mitjà (lletra M) que apareix en els dos judicis.
Hi ha 4 formes vàlides de sil·logisme, totes depenent de la variació del terme mitjà i de la seva funció en els judicis, llistades a continuació:
| Figura 1 | Figura 2 | Figura 3 | Figura 4 |
| -------- | -------- | -------- | -------- |
| M és P   | P és M   | M és P   | P és M   |
| S és M   | S és M   | M és S   | M és S   |
| S és P   | S és P   | S és P   | S és P   |

- Forma A: Tot A és B. Per a tot x, si x és A aleshores és B.
- Forma E: Algun A no és B. Hi ha almenys un x tal que és A i no és B.
- Forma I: Algun A és B. Hi ha almenys un x que és A i és B.
- Forma O: Cap A és B. Per a tot x, si x és A aleshores no és B.

A (universal afirmativa) contrària O (universal negativa)
I (particular afirmativa) contrària E (particular negativa)
A contradictòria O
E contradictòria I
A subalterna I
E subalterna O